# Tunnel des Facultés
Le tunnel des Facultés est un tunnel routier situé à Alger, d'une longueur de 120 m. Il passe sous l'université d'Alger, d'où son nom, reliant la place Maurice-Audin à l'avenue Pasteur.

## Histoire
Le tunnel des Facultés est construit pour une ouverture en 1948.
Le 22 mars 1962, une attaque d'une patrouille de half track des gendarmes mobiles français par 20 hommes des commandos Z de l'OAS à la sortie du tunnel des facultés occasionne 18 victimes parmi les gendarmes.
Le 5 octobre 2003, le projet Luminis, qui consiste en la projection d'œuvres artistiques en continu sur les parois du tunnel, est inauguré par le ministre algérien de l'Énergie et des Mines Chakib Khelil. Cette installation urbaine d'éclairage artistique, est réalisée par Sonelgaz en coproduction avec Gaz Électricité de Grenoble (GEG France) et le Laboratoire sculpture-urbaine de Grenoble.